# Marcin Miłkowski
Marcin Tomasz Miłkowski (ur. 25 lutego 1976 w Warszawie) – polski filozof analityczny, profesor nadzwyczajny w Zakładzie Logiki i Kognitywistyki w Instytucie Filozofii i Socjologii PAN. Zajmuje się filozofią umysłu.
Ukończył studia filozoficzne na Uniwersytecie Warszawskim (2000). Tamże w 2005 obronił doktorat o Danielu Dennecie (promotor – Jacek Hołówka).
Wraz z Robertem Poczobutem zredagował antologię Analityczna metafizyka umysłu. Najnowsze kontrowersje (Wydawnictwo IFiS PAN, Warszawa 2008) oraz Przewodnik po filozofii umysłu (W.A.M., Kraków 2012). Zastępca redaktora naczelnego Przeglądu Filozoficzno-Literackiego. Habilitował się na podstawie książki Explaining the Computational Mind (MIT Press, Cambridge, Mass. 2013), która została nagrodzona nagrodą im. Tadeusza Kotarbińskiego. Laureat Nagrody Narodowego Centrum Nauki w roku 2014 w zakresie nauk humanistycznych, społecznych i o sztuce „za zaproponowanie oryginalnej wersji obliczeniowej teorii umysłu i jej obronę w monografii Explaining the computational mind wydanej przez prestiżowe wydawnictwo MIT Press”.

## Lingwistyka komputerowa
Jest tłumaczem technicznym, współtworzy narzędzia do sprawdzania pisowni, słownik synonimów, korektory gramatyczne. Napisał raport Język polski w erze cyfrowej (w ramach realizowanego w IPI PAN projektu CESAR sieci META-NET, wolnodostępny raport wydany przez wydawnictwo Springer w roku 2012). Współredagował Wielki słownik angielsko-polski (2014, Wiedza Powszechna).

## Tłumaczenia
- Daniel Dennett, Słodkie sny. Filozoficzne przeszkody na drodze do nauki o świadomości, Prószyński i S-ka, Warszawa 2007.
- Ernst Mach, Analiza wrażeń i stosunek sfery fizycznej do psychicznej, Wydawnictwo Naukowe PWN, Warszawa 2009.
- Andrzej Zabłudowski, Polemiki filozoficzne (przekład wraz z Witoldem M. Henslem), Aletheia, Warszawa 2009.
- David Chalmers, Świadomy umysł: w poszukiwaniu teorii fundamentalnej, Wydawnictwo Naukowe PWN, Warszawa 2010.

## Książki samodzielne
- Marcin Miłkowski, Słownik Telekomunikacji i Informatyki, angielsko-polski, polsko-angielski. Warszawa: Wydawnictwo C. H. Beck, 2008.
- Marcin Miłkowski, Explaining the Computational Mind. Cambridge, Mass.: MIT Press, 2013.